# Ivan Chomakov
Ivan Chomakov es un deportista búlgaro que compitió en esgrima, especialista en la modalidad de sable. Ganó una medalla de bronce en el Campeonato Europeo de Esgrima de 1983 en la prueba individual.

## Palmarés internacional
| Campeonato Europeo | Campeonato Europeo | Campeonato Europeo | Campeonato Europeo |
| Año                | Lugar              | Medalla            | Prueba             |
| ------------------ | ------------------ | ------------------ | ------------------ |
| 1983               | Lisboa (Portugal)  | Medalla de bronce  | Sable individual   |